# Dartmouth and Torbay Railway
Die Dartmouth and Torbay Railway war eine britische Eisenbahngesellschaft in Devon in England.
Die Gesellschaft erhielt am 27. Juli 1857 die Konzession zum Bau einer breitspurigen (2140 mm) Bahnstrecke vom Streckenende der South Devon Railway (SDR) in Torre über Torbay nach Kingswear, einem Ort auf der Dartmouth gegenüberliegenden Seite des River Dart. Die Strecke wurde am 2. August 1859 bis Paignton, am 14. März 1861 bis Brixham Road (später Churston) und am 16. August 1864 bis Kingswear eröffnet. Die SDR betrieb die Strecke und pachtete sie ab dem 1. Januar 1866. Kurze Zeit später wurde sie von ihr komplett übernommen. 1892 erfolgt die Umstellung auf Normalspur.
Auf dem Abschnitt zwischen Paignton und Dartmouth wird seit Herbst 1972 ein Museumsbahnbetrieb der Paignton and Dartmouth Steam Railway durchgeführt.